# Strada statale 4 racc Via Salaria
La strada statale 4 racc Via Salaria (SS 4 racc) era una strada statale italiana di breve lunghezza, che si sviluppava nell'area industriale ad est di Ascoli Piceno.
Realizzata dal Consorzio per l'industrializzazione delle Valli del Tronto, dell'Aso e del Tesino, venne classificata come statale nel 1995.
In seguito al decreto legislativo n. 112 del 1998, dal 2001, la gestione è passata dall'ANAS alla Regione Marche, è stata riclassificata SR236.
Nel 2018 la strada è tornata di competenza ANAS per tutta la lunghezza del percorso, nell'ambito del piano di "Rientro strade".
Essa mantiene la classificazione regionale SR236 seppur nel Decreto regionale di ridenominazione essa sia denominata "S.R. 4/1 "Raccordo Monticelli ‐ Marino del Tronto"